# Ćukali
Ćukali (cyr. Ћукали) – wieś w Bośni i Hercegowinie, w Republice Serbskiej, w gminie Srbac. W 2013 roku liczyła 308 mieszkańców.